# Aegilops bicornis
Aegilops bicornis är en gräsart som först beskrevs av Peter Forsskål, och fick sitt nu gällande namn av Hippolyte François Jaubert och Édouard Spach. Aegilops bicornis ingår i släktet bockveten, och familjen gräs. Inga underarter finns listade i Catalogue of Life.

## Bildgalleri

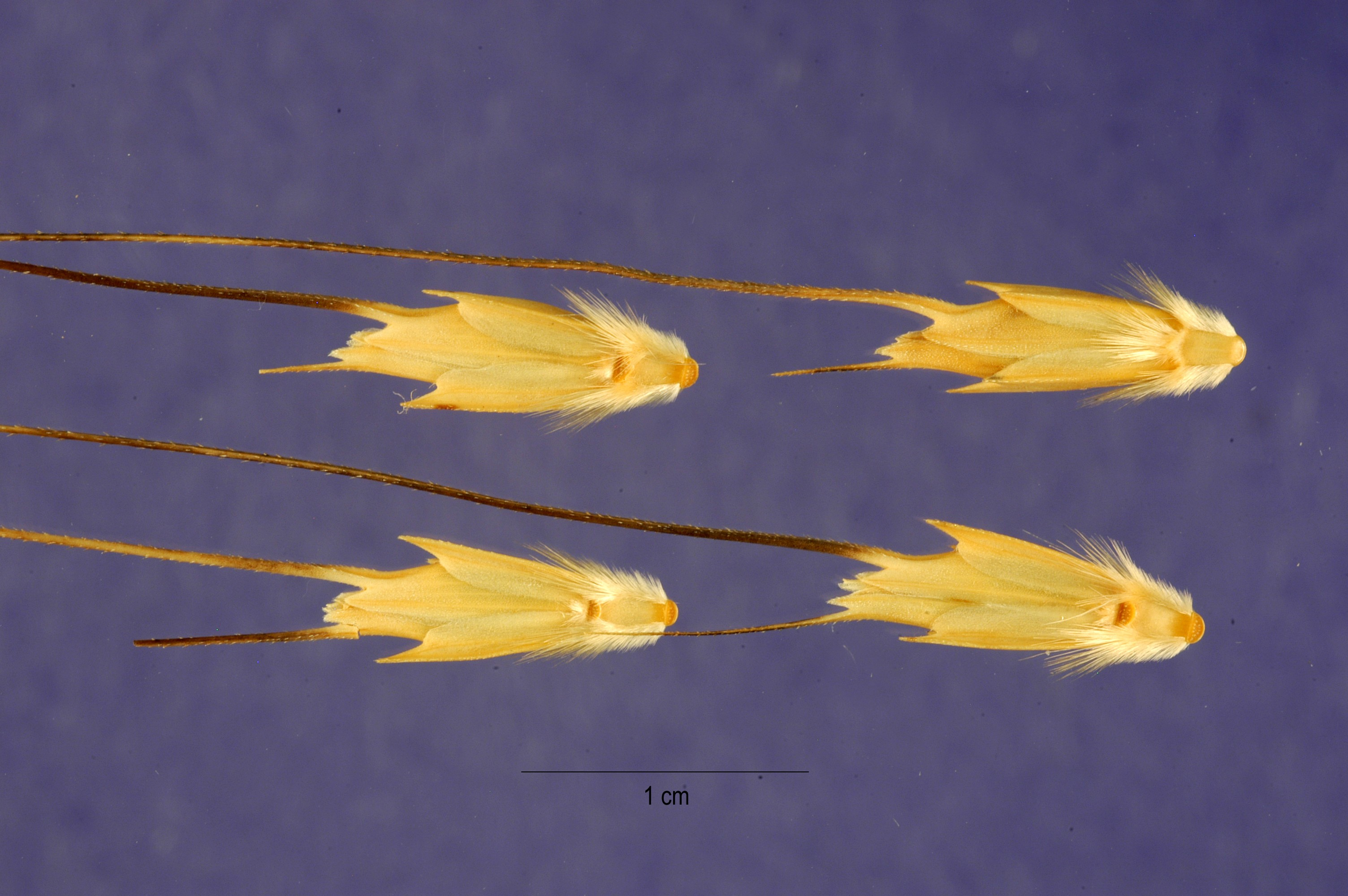